# Bremiola caraganae
Bremiola caraganae är en tvåvingeart som beskrevs av Fedotova 1986. Bremiola caraganae ingår i släktet Bremiola och familjen gallmyggor.
Artens utbredningsområde är Kazakstan. Inga underarter finns listade i Catalogue of Life.